# Бехинген
Бехинген (њем. Böchingen) општина је у њемачкој савезној држави Рајна-Палатинат. Једно је од 74 општинска средишта округа Зидлихе Вајнштрасе. Према процјени из 2010. у општини је живјело 772 становника. Посједује регионалну шифру (AGS) 7337012.

## Географски и демографски подаци
Бехинген се налази у савезној држави Рајна-Палатинат у округу Зидлихе Вајнштрасе. Општина се налази на надморској висини од 206 метара. Површина општине износи 5,4 km².

## Становништво
У самом мјесту је, према процјени из 2010. године, живјело 772 становника. Просјечна густина становништва износи 144 становника/km².